# Station Upsete
Het Station Upsete is een spoorwegstation in Upsete in de Noorse gemeente Aurland. Het station, gelegen op 866 meter hoogte, werd gebouwd in 1908. Upsete wordt gebruikt door de stoptreinen op Bergensbanen tussen Bergen en Myrdal. In de zomer stoppen er extra treinen.